# ستيوارت موردش
ستيوارت موردش (بالإنجليزية: Stewart Murdoch)‏ (9 مايو 1990 بأبردين في المملكة المتحدة - ) هو لاعب كرة قدم بريطاني في مركز الوسط. لعب مع نادي روس كاونتي ونادي فالكيرك ونادي إيست فيف وفليتوود تاون ونادي نورثامبتون تاون وبيرويك راينجرز.

## وصلات خارجية
- ستيوارت موردش على موقع قاعدة بيانات كرة القدم.إي يو (الإنجليزية)
- ستيوارت موردش على موقع Soccerbase.com (لاعب) (الإنجليزية)
- ستيوارت موردش على موقع Soccerway.com (الإنجليزية)